# 八峯テレビ
株式会社八峯テレビ（はっぽうテレビ）は、かつて存在したテレビ技術を専門とする技術プロダクション。
1968年（昭和43年）3月9日に設立された。フジ・メディア・ホールディングスの子会社で、フジサンケイグループに属していた。
番組への技術協力の以外にも、フジテレビ系BS放送局BSフジのマスター室運用業務も受託していた。また、日本テレビなど他局の番組にも技術協力していた。
2013年7月1日、八峯テレビを存続会社としたうえで、株式会社フジライティング・アンド・テクノロジイ（略称：FLT）と合併し、フジ・メディア・テクノロジー（略称：fmt）に商号を変更した。

## 会社概要

### 所在地
- 本社：東京都江東区青海1丁目1番20号 ダイバーシティ東京オフィスタワー17階
- 機材室・中継車庫：東京都江東区青海1丁目1番20号 ダイバーシティ東京オフィスタワー1階

### 役員
- 取締役会長：今村將
- 代表取締役社長：河井實之助
- 常務取締役：大嶋隆、中野義男
- 取締役：秋庭秀行、田中秀穂、住谷猛、関祥行、港浩一、箕輪幸人、稲田智徳、石原隆
- 監査役：羽原毅

### 取引先会社

#### フジサンケイグループ
| - 株式会社フジテレビジョン - 株式会社扶桑社 - 株式会社ニッポン放送 - Fujisankei Communications International, Inc. - 株式会社フジクリエイティブコーポレーション - 株式会社バンエイト | - FIP（UK）LTD. - 株式会社フジアール - 株式会社BSフジ - 株式会社フジミック - 株式会社ディノス - 株式会社共同テレビジョン |

#### 放送局
| - 関西テレビ放送株式会社 - 日本テレビ放送網株式会社 - 東海テレビ放送株式会社 - 株式会社TBSテレビ - 株式会社テレビ西日本 - 株式会社テレビ朝日 - 株式会社仙台放送 - 株式会社テレビ東京 - 北海道文化放送株式会社 | - 讀賣テレビ放送株式会社 - 沖縄テレビ放送株式会社 - 株式会社毎日放送 - 株式会社テレビ新広島 - 朝日放送テレビ株式会社 - 株式会社テレビ静岡 - 株式会社J-WAVE - 株式会社長野放送 - エフエムインターウェーブ株式会社 - 株式会社新潟総合テレビ |

#### 制作プロダクション会社
| - スカパーJSAT株式会社 - 株式会社ジェイ・スポーツ - 株式会社NHKテクニカルサービス - 吉本興業株式会社 - Jリーグ映像株式会社 - 株式会社ビー・ブレーン - 株式会社ヤクルト球団 - 株式会社コール - 株式会社電通 - 株式会社ザイオン - 明治神宮野球場 - 株式会社ガッツエンターテイメント - 株式会社バンダイ - クリエイティブオフィスなび株式会社 | - IVSテレビ制作株式会社 - 株式会社コラボレーション - 株式会社ハウフルス - 株式会社イザワオフィス - 株式会社ディ・コンプレックス - 株式会社ケイマックス - 株式会社ゼブラゾーン - 株式会社ワタナベエンターテインメント - 株式会社テレプロ - 株式会社笑軍 - 株式会社ザ・ワークス - 株式会社ジーヤマ - 日本テレワーク株式会社 - 株式会社NTTぷらら |

## 主な番組作品

### テレビ番組
（凡例）太字：会社解散後も現在放映中また継続中（特番の場合）の番組、無：スタジオ／ロケ、S：スタジオ技術のみ、L：ロケーション技術のみ、制：自社制作番組。